# Tout Va Bien (band)
Tout Va Bien is het muzikale soloproject van de Belgische singer-songwriter Jan-Wouter Van Gestel (Mechelen, 16 september 1992).

## Biografie

### Begin muzikale carrière
Jan-Wouter Van Gestel groeide op in een muzikale familie. Hij volgde notenleer en leerde zichzelf piano en gitaar spelen. 
In 2012 bereikte hij als "Jan-Wouter" de finale van "Imagine", een platform voor jong muzikaal talent dat jaarlijks georganiseerd wordt door Jeunesses Musicales International. De finale vond plaats op 13 mei 2012 in de concertzaal "De Casino" in Sint-Niklaas.
Een jaar later werd de Mechelaar de eerste winnaar van "De Nieuwe Lichting", een talentenwedstrijd van Studio Brussel, waar hij indruk maakte met If You Go Away, een intieme, Engelstalige bewerking van Jacques Brels Ne me quitte pas. 
Toen Van Gestel besloot deel te nemen aan de "Nieuwe Lichting" moest hij dringend een artiestennaam opgeven. Op dat moment worstelde hij een beetje met zichzelf en koos dan voor het ietwat ironische pseudoniem Tout Va Bien, een naam waar hij daarna niet te veel meer over had nagedacht.
De naambekendheid die hij verwierf door zijn deelname aan De Nieuwe Lichting resulteerde in diverse optredens. Zo trad hij op in de Ancienne Belgique in het voorprogramma van Ozark Henry.

### Kepler Star
In 2014 bracht hij This Fight uit, de eerste single uit zijn debuutalbum Kepler Star. De single stond weken in de top 3 van De Afrekening van Studio Brussel en bereikte tevens de Eindafrekening, de eindejaarslijst met de beste nummers uit 2014.
Het door  Arne Van Petegem (Styrofoam) geproduceerde album verscheen op 24 april 2015 en werd opgenomen in de prestigieuze opnamestudio Wax Studio in Hollywood. De albummix werd verzorgd door Wally Gagel die voorheen onder meer samenwerkte met The Rolling Stones, Rihanna en Bon Iver. De muzikale blend van gelaagde elektronica, gevarieerde percussiepartijen en subtiele gitaarklanken werd goed onthaald door de muziekrecensenten en het grote publiek met een goed gevulde concertagenda tot gevolg. 
Tout Va Bien stond in 2015 op de grootste podia in Vlaanderen en Nederland, waaronder dat van Rock Werchter, Pukkelpop en Eurosonic. Op Rock Werchter liet hij zich tijdens het nummer 'Sometimes in Life' vergezellen door een tienkoppig gospelkoor), waar voor de gelegenheid zijn vader deel van uitmaakte. Tijdens zijn optreden op het podium van Pukkelpop's Wablieftent verraste hij het publiek met een gastoptreden van (ex-)Hooverphonic-zangeres Geike Arnaert.
Op 22 april 2015 kwam Tout Va Bien aan bod tijdens het lifestyleprogramma The Black Guide van de jongerenzender JIM. In die aflevering ontdekte JIM-VJ Vincent Banić samen met Jan-Wouter de studentenstad Leuven. In die stad woonde hij reeds enkele jaren en bovendien liet hij er zijn eerste tatoeage zetten. Deze tatoeage fungeerde later als hoes voor zijn eerste single, This Fight.
In 2016 werd Tout Va Bien genomineerd voor een Music Industry Award in de categorie “Doorbraak”.

### A Curious Encounter with
Zijn tweede ep A Curious Encounter with verscheen op 17 februari 2017. Voor de mixing en mastering trok Tout Va Bien naar Atlanta om samen te werken met drievoudig Grammy Award-winnaar Phil Tan (mixing voor o.a. Rihanna, Justin Bieber, Snoop Dogg, Usher), Colin Leonard (mastering voor o.m. Beyoncé en Rihanna) en Tim Bran (London Grammar, La Roux). 
Queen Of Sheeba, dat in januari verscheen, en Goodbye werden de eerste twee singles van de ep en schopten het beiden tot ‘Hotshot’ op Studio Brussel.  Producer van dienst was Ozan Bozdag van Oscar & The Wolf. De nummers op zijn tweede ep omschrijft Jan-Wouter zelf als "sexy, dansbaar en af en toe een tikkeltje donker".
Op 17 februari 2017 stelde hij de nummers van zijn tweede ep voor in de AB Box van de Ancienne Belgique. De single Goodbye werd op 7 maart 2017 live opgevoerd in het Eén-praatprogramma Van Gils & gasten.
In 2017 speelde Tout Va Bien op de podia van diverse festivals, waaronder Rock Werchter op donderdag 29 juni 2017 en Les Ardentes op zondag 9 juli 2017.

## Discografie

### Albums
- Kepler Star (2015, Warner Music Benelux)
- A Curious Encounter with (ep, 2017, Warner Music Benelux)
- Come A Little Closer (2020, Warner Music Benelux)

### Singles
- If You Go Away (2013)
- This Fight (2014)
- Old Love (2015)
- Queen Of Sheeba (2017)
- Goodbye (2017)
- Lombok (2018)
- This Is How We Say Goodbye (2020)
- Have You (2020)
- Fake Pretender (2020)
- Stay (2020)
- Just A Little Song (2020)
- Have You (2020), met Trisouls
- Corrupted Hearts (2020)
- Sweet Entropy (2022)

### Compilaties met Tout Va Bien
Sinds 2013 verschenen er diverse verzamelaars van Studio Brussel met composities van Tout Va Bien:
- If You Go Away – verschenen op de verzamelaar De Afrekening 55 (2013)
- This Fight – verschenen op de verzamelaars De Afrekening 57 (2015) en The greatest singer-songwriter hits (2015)
- Old Love – verschenen op De Afrekening 59 (2015) en Life Is Music 2015.1 (2015)
- Sometimes in Life – verschenen op Life Is Music 2015.2 (2015) van Studio Brussel en The greatest singer-songwriter hits 2 (2015)